# Goodhartovo pravidlo
Goodhartovo pravidlo (anglicky Goodhart's law, používá se i Goodhartův zákon) je pojmenováno podle britského ekonoma Charlese Goodharta, které zní: „Jestliže se určitá proměnná stane cílem, potom přestane být dobrou proměnnou“. Konkrétně Goodhartovo pravidlo (zákon) je vyjádřeno jednoduše takto: „Když se opatření stává cílem, přestává být dobrým opatřením.“ Jinými slovy, když nastavíme jeden konkrétní cíl, bude tendence optimalizovat tento cíl bez ohledu na důsledky. To vede k problémům, protože jsou zanedbávány jiné stejně důležité aspekty situace. V praxi je tím myšleno například: jestliže se začne centrální banka v měnové politice řídit určitým cílem, potom tento cíl přestane být dobrý cílem. Oficiální definicí tohoto pravidla (zákona) podle Goodharta je: „Jak se vláda pokouší regulovat určitý soubor finančních aktiv, stávají se nespolehlivými ukazateli ekonomických trendů. Investoři snaží předvídat, jaký bude účinek nařízení a investovat tak, aby to bylo pro ně prospěšné.“ Toto poprvé použil v roce 1975 a poté se toto pravidlo stalo více a více populární za účelem kritizování parlamentu Spojeného království za doby Margaret Thatcherové.
Goodhartovo pravidlo bylo původně aplikováno na stabilitu ekonomických výdajů a nyní poukazuje na problém přiřazení hodnoty určité proměnné, která má být použita jako ukazatel. Toto pravidlo je podobné Campbellovu zákonu a Lucasově kritice.

## Příklad
Za účelem zvýšení výnosů začal správce call centra pro zákaznické služby s novou politikou: spíše než aby byla placena hodinová mzda, je každý zaměstnanec kompenzován výhradně na základě počtu volání. Po prvním týdnu se zdá, že experiment je velmi úspěšný: call centrum zpracovává dvojnásobek počtu hovorů za den. Manažer, který se nikdy neobtěžuje poslouchat konverzace svých zaměstnanců, je potěšen. Nicméně, jednou tak učiní a poslechne si nahrávky hovorů a je šokován tím, co slyší: zaměstnanci zvednou telefon, řeknou sérii odpovědí pouze ve formě jednoho slova a položí telefon, aniž by se rozloučili.